# Leonildo Marcheselli
Leonildo Marcheselli, detto "Nildo" (Longara di Calderara di Reno, 20 luglio 1912 – Bologna, 24 giugno 2005), è stato un musicista italiano.
È il più importante esponente (tanto da esserne considerato il padre) della Filuzzi, il liscio che si suona a Bologna e nella Provincia di Bologna.

## Biografia
Nasce da Serafino e da Pasqua Accorsi, famiglia di braccianti agricoli di Longara di Calderara di Reno (Bologna). Cresce con le sorelle Debora e Maria. Serafino e Pasqua Accorsi ebbero un altro figlio maschio, primogenito, di nome Primo, morto solo tre giorni dopo la nascita avvenuta il 17 ottobre del 1903. 
Fin da giovanissimo dimostra interesse per la musica. Ha circa dodici anni quando decide di studiare musica seriamente prendendo lezioni dal maestro Peppino Ferri (anch'egli di Longara e di origine contadina), suonatore di chitarra e di mandolino. A quattordici anni risulta lavorare come cordaio e garzone di stalla presso lo stesso maestro Ferri, da cui continua a prendere lezioni di mandolino e di cui si guadagna la stima e l'amicizia.
Un momento importante della sua vita è a sedici anni, quando incomincia a lavorare come muratore a Bologna. Qui conosce l'organetto bolognese, creazione di Ettore Biagi, modificato successivamente in unitonato e con l'aggiunta della quarta fila di tasti da Attilio Biagi e dal maestro Tonelli. Proprio dal maestro Tonelli si fa impartire lezioni di musica, approfondendo le partiture per organetto. Continua comunque ad abitare a Longara dove suona con l'amico Ferri e dove forma, tra il 1930 ed il 1932 il suo primo trio filuzziano, con Peppino Ferri alla chitarra e Benfenati al clarinetto. 
Nel 1932 si rende conto che l'amico Ferri non è adatto allo stile filuzziano e lo sostituisce con il chitarrista Anzola. Il 27 luglio dello stesso anno gli muore il padre e questo evento tragico lo investe all'improvviso della responsabilità di dovere provvedere al sostentamento della famiglia in quanto unico uomo. Continua a lavorare come muratore, ma nello stesso tempo moltiplica gli sforzi e le iniziative in campo musicale. Si accorge che il clarinetto non è gradito ai bolognesi e lo sostituisce con il contrabbasso (suonato da Sgarbi). 
Sempre negli anni trenta conosce Raffaele Ramponi che lo introduce nel campo orchestrale. È Ramponi che consiglia al giovane Leonildo di abbandonare il lavoro da muratore (che gli avrebbe rovinato le mani) per dedicarsi a tempo pieno alla professione di musicista. Risulta arruolato di leva il 10 ottobre 1932 con la matr. 42827, ma, probabilmente per la morte del padre e per la posizione di capofamiglia in cui Leonildo si era improvvisamente trovato, il servizio di leva viene rimandato, risultando quindi prestato dal 27 settembre 1935 al 1º luglio 1936.

Leonildo Marcheselli con organetto e fisarmonica

Nel 1938 sostituisce Amleto Parisini, suonatore di organetto, nel Quartetto Bolognese dell'Allegria. Nello stesso periodo suona anche per l'orchestra di Raffaele Ramponi e ci sono anche le prime partecipazioni a trasmissioni radiofoniche (all'EIAR), sia con il Quartetto, sia con l'orchestra Ramponi. È di quest'anno il soprannome cadranel, dovuto al fatto che, suonando per due gruppi musicali, deve adattare il suono dell'organetto a seconda dei casi smontando e rimontando le voci con un piccolo cacciavite (Gentil Cadranel, fachiro brasiliano ritenuto capace di digiunare per lunghi periodi di tempo chiuso in una bara con le pareti di cristallo, viene smascherato a Bologna nel febbraio 1938, sorpreso ad aprire il fondo della bara con un piccolo cacciavite nascosto in una parte intima del corpo, con il chiaro intento di rifocillarsi). Sempre nel 1930? si sposa la sorella Debora (che darà alla luce Romano Merighi, altra figura di rilievo nella storia della Filuzzi). L'altra sorella, Maria, si sposa nel 1940. 
La lunga parentesi della guerra è povera di notizie. Si sa che Leonildo nell'estate del 1939 è inquadrato nel 35º reggimento di fanteria e che continua in qualche maniera a fare l'orchestrale. Il 1945, l'anno della fine della guerra mondiale, porta anche la morte della madre Pasqua. Nel 1947 Leonildo si sposa con Flora Zaghi e nel 1948 nasce Marco Marcheselli. La famiglia Marcheselli abita in questi anni in via del Faggiolo a Bologna. Nel 1948 Leonildo Marcheselli crea il primo trio filuzziano del dopoguerra con Ubaldo Masi alla chitarra e Arturo Caruso al contrabbasso. Nel 1949 la trasmissione radiofonica "Ehi ch'al scusa" cambia nome e diventa "Al Pavajan". Tra gli accompagnatori musicali c'è il trio Marcheselli. Leonildo collaborerà alla trasmissione per dodici anni e la sua sigla PGR3 diventerà popolarissima. Nel 1950-1951 trasloca e va ad abitare con Flora e Marco in via Pier Antonio Rappini, sempre a Bologna. Qui, nel 1952, nasce Paolo. 
Gli anni cinquanta e gli anni sessanta vedono Leonildo Marcheselli fortemente impegnato in serate, incisioni discografiche e nella sua attività di compositore, oltreché nelle trasmissioni radiofoniche.
In questo periodo è particolarmente significativa la sua attività di insegnamento della musica (solfeggio, fisarmonica ed organetto). Numerosi i suoi allievi, molti dei quali lasceranno il segno nel mondo della Filuzzi e dei quali vanno citati Ruggero Passarini e Romano Merighi. Va detto che la sua attività di insegnamento non si limita alla sola Filuzzi: basti ricordare che impartisce i primi insegnamenti di musica a Lucio Dalla ed al maestro Fio Zanotti.
Leonildo continua la sua attività, incidendo per la Durium fino alla fine degli anni settanta e suonando quattro sere alla settimana al Lino, non lontano da casa sua. Nel 1971 muore Secondo Casadei ed il suo posto viene preso da Raoul Casadei, già presente nell'orchestra dello zio. L'orchestra spettacolo di Raoul Casadei si impone rapidamente come modello nel mondo del liscio in tutta Italia. Questo fenomeno coincide con un calo di interesse del pubblico bolognese nei confronti della Filuzzi. Nel 1978 compone assieme al nipote Romano Merighi il brano scacciapensieri, e, grazie anche alla programmazione di alcune radio locali che diffondono musica "alla Filuzzi", rinasce un certo fermento filuzziano. Tra le trasmissioni radiofoniche, è da ricordare "Il Ricciolone" condotto da Marco Marcheselli, figlio di Leonildo. Negli anni ottanta incide per case discografiche bolognesi (studio 70 records e altre). Negli anni novanta è da segnalare la pubblicazione del disco-documento "La tradizione del liscio in Emilia e Romagna", curata dai figli Marco e Paolo, insieme a Gianni Gitti con la collaborazione del DAMS dell'Università degli Studi di Bologna nelle persone di Roberto Leydi e Placida Staro. Continua a suonare fino a tarda età, non più serate fisse nelle balere con il suo trio, ma esibizioni occasionali con i figli Marco e Paolo. La sua ultima apparizione in pubblico è del 2001 in piazza Otto Agosto a Bologna, in occasione del trentesimo anniversario della morte di Secondo Casadei.
Le amministrazioni comunali di Calderara di Reno e di Bologna hanno voluto ricordare il musicista Leonildo Marcheselli intitolandogli la prima una via (via L. Marcheselli) a Calderara di Reno e la seconda una rotonda (Rotonda L. Marcheselli) nel quartiere San Vitale di Bologna.
La collezione discografica di Leonildo, già in possesso dei figli Marco e Paolo, è stata donata dagli stessi al Ministero per i Beni e le Attività Culturali e recentemente (2010) costituita nel Fondo Leonildo Marcheselli.
Gli stessi figli Marco e Paolo contribuiscono a mantenere viva la memoria di "Nildo" partecipando a manifestazioni musicali filuzziane (pure essi sono "suonatori") e con altre iniziative (tutte senza alcun fine di lucro) tra cui, da segnalare, la pubblicazione del libro L'organetto magico, scritto da Paolo Marcheselli assieme a Romano Danielli, i cui proventi vanno interamente in beneficenza alla Unione Italiana Lotta alla Distrofia Muscolare (UILDM), presso la cui sezione di Bologna il libro è disponibile.
La sua canzone Bela Bulagna è stata cantata nel 2017 dal Piccolo Coro dell'Antoniano, ed è considerata un evergreen della musica radiofonica, insieme a Tarzan Boy dei Baltimora e Jump dei Van Halen.

## "Suonatori" che hanno fatto musica assieme a Leonildo Marcheselli

### 1930-1932
- Peppino Ferri (chitarra)
- Benfenati (clarino).

### 1932-1938
- Anzola (chitarra)
- Benfenati (clarino)
- Sgarbi (contrabbasso).

### 1938
- Quartetto Bolognese dell'Allegria: Leonildo Marcheselli prende il posto di Amleto Parisini, suonatore di organetto bolognese.
- Orchestra Ramponi: Leonildo Marcheselli suona organetto bolognese e fisarmonica sotto la direzione di Raffaele Ramponi.

### 1948-1950
- Ubaldo Masi (chitarra)
- Arturo Caruso (contrabbasso).

### 1950-1960
- Ubaldo Masi (chitarra)
- Arturo Caruso (contrabbasso).
- Gino Atti (organetto bolognese)
- Amleto Maranesi (organetto bolognese)
- Astorre (chitarra)
- Giordano Zanotti, (chitarra).

### 1960-1980
- Pietro Fantini (contrabbasso)
- Olindo Boschetti (contrabbasso)
- Luciano Zanardi (chitarra)
- Athos Baratta (cantante).

## Composizioni principali
- PGR3, foxtrot moderato
- Polca Brillante, polka
- Notte d'Amore, valzer
- Sui prati, valzer
- Valzer del cuore, valzer
- Fiocchi di Neve, valzer
- Vispa Teresa, mazurka
- Nuevo, tango
- Bela Bulagna, valzer
- Scacciapensieri, valzer
- Ozzano, valzer
- Arcoveggio, valzer
- Mio Sogno, valzer
- Brioso, valzer
- Clinca, mazurka